# Rumänische EU-Ratspräsidentschaft 2019

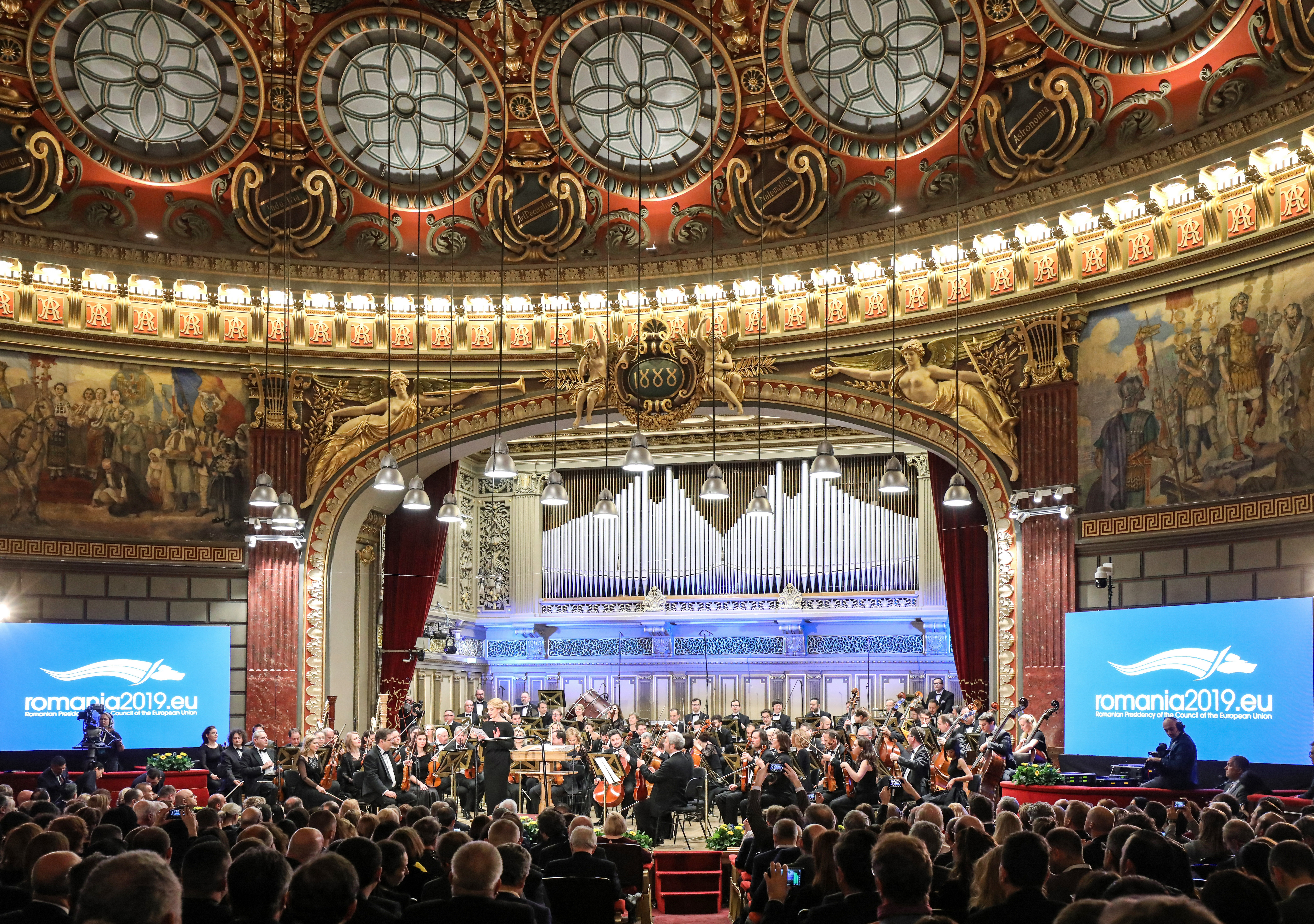
Eröffnungsfeier im Athenäum in Bukarest

Die rumänische Ratspräsidentschaft bezeichnet den Vorsitz Rumäniens im Ministerrat der EU für die erste Jahreshälfte 2019. Rumänien begann damit das neunte Trio mit Finnland und Kroatien. Es war der erste Ratsvorsitz des 2007 der EU beigetretenen Landes, es folgte damit auf die Präsidentschaft Österreichs.
In die Zeit der rumänischen Ratspräsidentschaft fiel auch die Europawahl 2019 mit der neunten Direktwahl zum Europäischen Parlament.

## Prioritäten der rumänischen EU-Ratspräsidentschaft
Als Schwerpunkte der rumänischen Ratspräsidentschaft wurden gesetzt:
1. Konvergierendes Europa: Wachstum, Kohäsion, Wettbewerbsfähigkeit, Konnektivität
2. Ein sicheres Europa
3. Europa als stärkerer globaler Akteur
4. Ein Europa gemeinsamer Werte

## Logo
Das Logo porträtiert eine Europäische Union, die mobil, zuversichtlich, dynamisch ist, jedoch ebenso ihren gemeinsamen Werten verpflichtet. Ästhetisch wird die Europäische Union als Wolf dargestellt, ein Tier bekannt in den Mythen der meisten europäischen Kulturen. Zusätzlich zeigt das Logo eine Europäische Union, die sich dem Schutz der Biodiversität verpflichtet hat.

## Kritik
Bereits vor beziehungsweise zu Beginn der Ratspräsidentschaft berichteten Medien von Sorge und Kritik, dass die rumänische Regierung unter Viorica Dăncilă die Ratspräsidentschaft übernehme. Aufgrund des starken innenpolitischen Drucks der sozialliberalen Regierung mit regelmäßigen Massenprotesten angesichts eines wahrgenommenen Rückbaus des Rechtsstaats einerseits und den zahlreichen europapolitischen Herausforderungen wie der Verabschiedung eines neuen EU-Haushaltes, des Brexits und der Wahl einer neuen EU-Kommission, sei es fraglich, ob die rumänische Regierung eine erfolgreiche Ratspräsidentschaft erfolgreich ausführen könne. Selten, so das Handelsblatt, wäre einem die Ratspräsidentschaft übernehmenden EU-Mitgliedsland so viel Skepsis entgegen geschlagen.

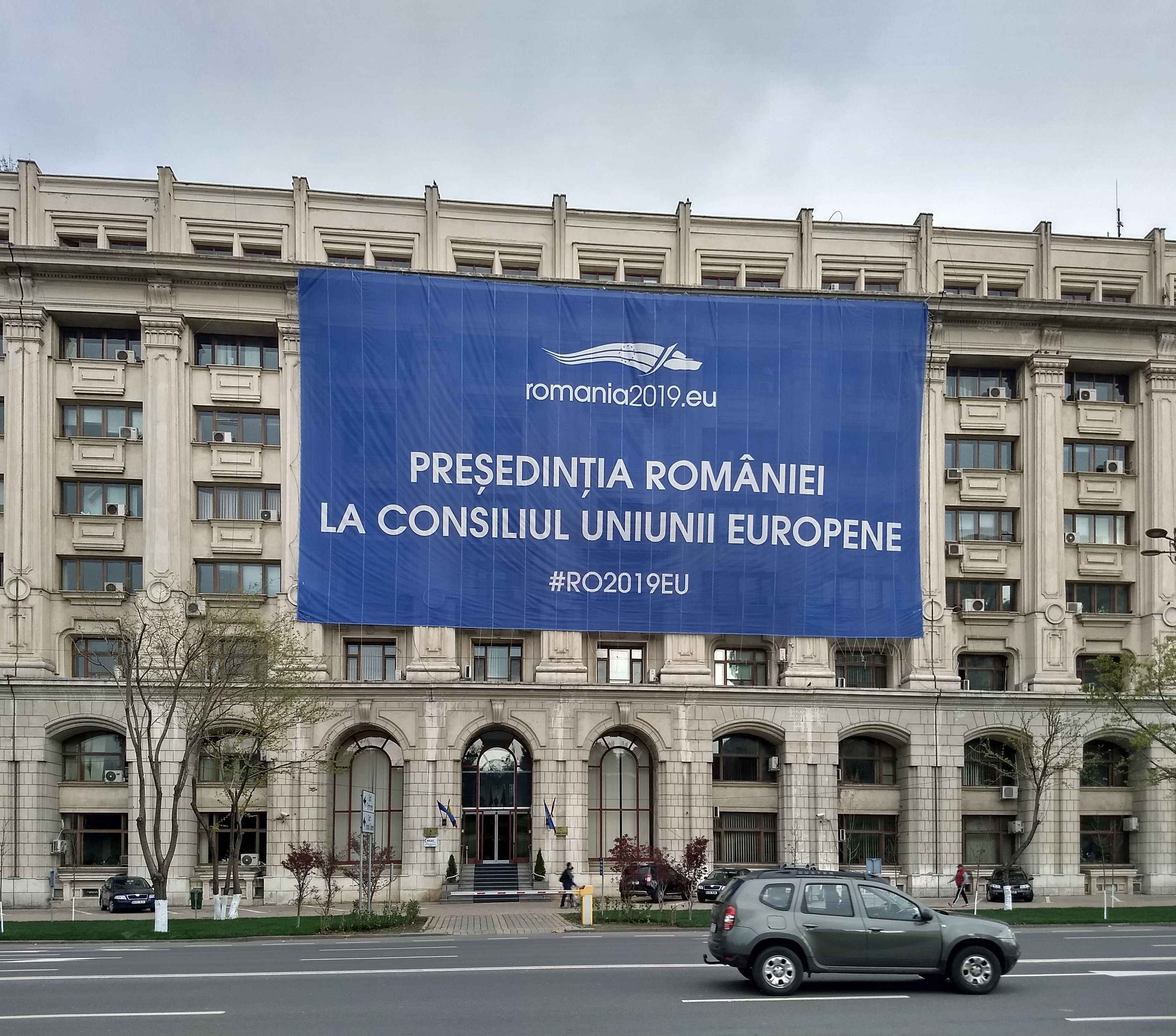
Banner zur EU-Ratspräsidentschaft 2019 in Bukarest

Platin-Sponsoren der rumänischen EU-Ratspräsidentschaft waren Mercedes-Benz, Renault, Digi und Coca-Cola. Foodwatch kritisiert, dass „[a]ngesichts grassierender Adipositas und Krankheiten wie Typ-2-Diabetes ist eine solche Sponsoring-Partnerschaft absolut unangebracht“ ist. Auch LobbyControl kritistert das Sponsoring als „hochproblematisch“, die Politik solle in einer Demokratie unabhängig sein und sich dem Allgemeinwohl verpflichtet fühlen, was mit einem derartigen Sponsoring nicht gegeben sei. Die Kritik wurde auch von Spiegel Online und von Rayk Anders für funk aufgegriffen und in der taz erwähnt.